# Ben O'Connor
Ben O'Connor (n. 25 noiembrie 1995, Town of Cambridge⁠(d), Australia de Vest, Australia) este un ciclist australian care concurează în acest moment pentru Decathlon–AG2R La Mondiale, echipă licențiată UCI WorldTeam.  Începând cu 2025 O'Connor va concura pentru Team Jayco–AlUla având un contract inițial pe 2 sezoane.

## Rezultate în Marile Tururi

### Turul Italiei
4 participări
- 2018: nu a terminat competiția
- 2019: locul 32
- 2020: locul 20, câștigător al etapei a 17-a
- 2024: locul 4

### Turul Franței
3 participări
- 2021: locul 4, câștigător al etapei a 9-a
- 2022: nu a terminat competiția
- 2023: locul 17

### Turul Spaniei
3 participări
- 2019: locul 25, câștigător al etapelor a 3-a și a 7-a
- 2022: locul 8
- 2024: câștigător al etapei a 6-a